# Here (2023)
Here ist ein Filmdrama von Bas Devos, das im Februar 2023 bei den Internationalen Filmfestspielen in Berlin seine Premiere feierte, wo er als bester Film und mit dem FIPRESCI-Preis in der Sektion Encounters ausgezeichnet wurde.

## Handlung
Stefan, ein rumänischer Bauarbeiter, der in Brüssel lebt, steht kurz davor, in seine Heimat zurückzukehren. Bevor er abreist, kocht er für Freunde und Familie zum Abschied einen großen Topf Suppe mit den Resten aus seinem Kühlschrank. Dann jedoch trifft er die halbchinesische Doktorandin ShuXiu, die in dem kleinen Restaurant ihrer Tante jobbt und über Moose promoviert.

## Produktion

### Filmstab, Motive und Filmtitel
Regie führte Bas Devos, der auch das Drehbuch schrieb. Er ließ sich bei seiner Arbeit von einem Essay der Science-Fiction-Autorin Ursula K. Le Guin mit dem Titel The Carrier Bag Theory of Fiction aus dem Jahr 1988 Jahren inspirieren. Darin erklärt Le Guin, dass das erste Kulturgut der Menschheit kein Speer war, sondern ein Gefäß in der Art einer Schüssel oder eines Beutels, in dem man gesammelte Samen, Nüsse oder Blätter nach Hause tragen konnte. Dennoch war über diese Frühphase der Menschheit das heroischere und sehr männliche Bild des Mammuttöters entstanden, der mit einem Speer bewaffnet ist. Devos liebte in dem Essay jedoch die Geschichte der Zusammenarbeit, des Teilens und des Sammelns, mehr als die verbreitete Heldengeschichte, weil es die Menschen wirklich ausmacht. Daher ließ er für sein Drehbuch Stefan vor seinem Fortgang seinen Kühlschrank leeren und mit dem darin befindlichen Gemüse, das sonst verfaulen würde, eine Suppe für seine Freunde und seine Familie zubereiten.

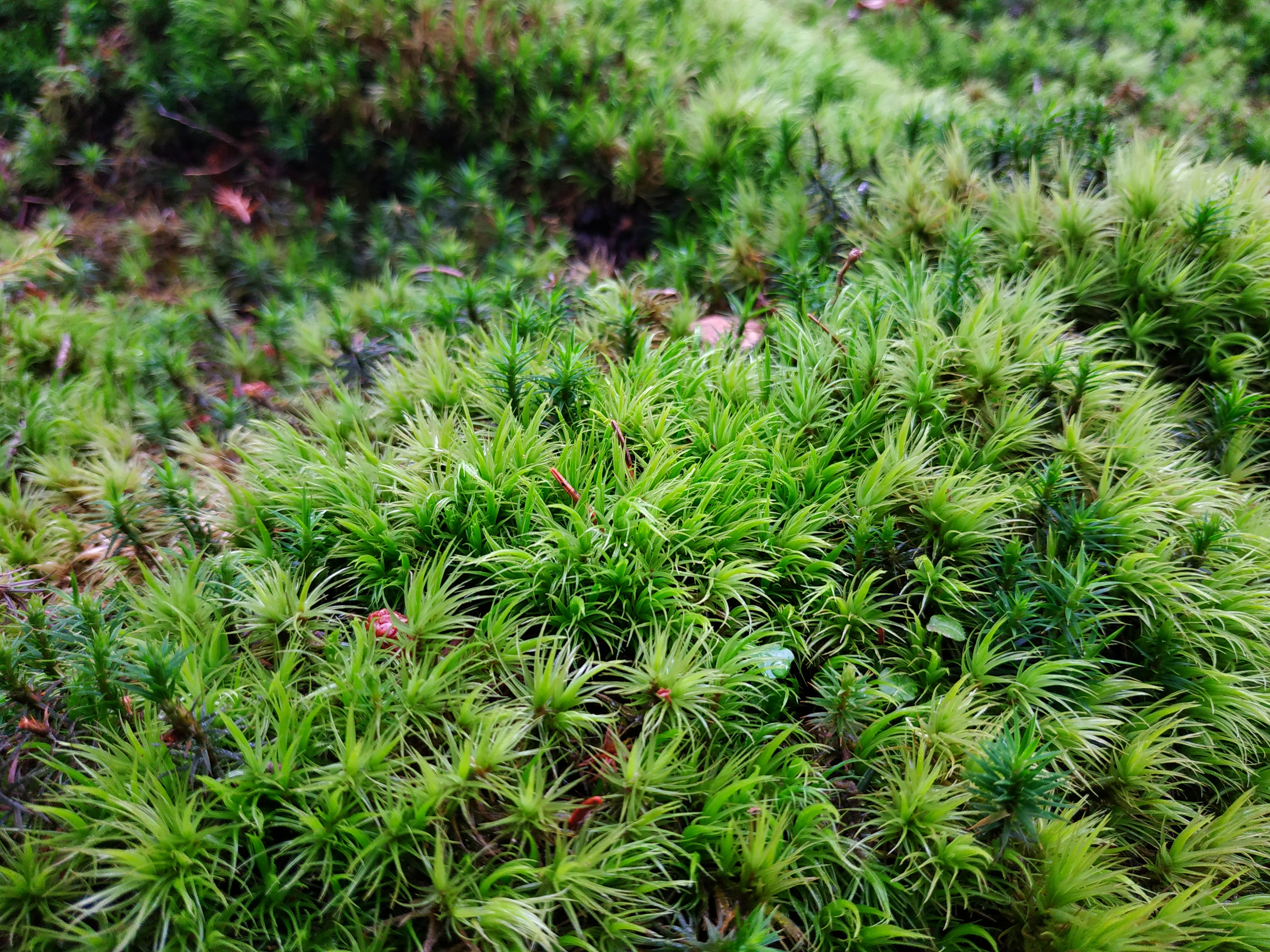
In seiner Freizeit erklärt der Bryologe Geert Raeymaekers Regisseur Bas Devos die Unterschiede zwischen Waldbodenmoosen und Laubmoosen

Moose, im Film das Interessensgebiet von ShuXiu, dienen in Here als Metapher. Diese stehen sowohl mit der Zukunft, wie auch der Vergangenheit in Verbindung und sind auch eng mit ihrer Umwelt und dem Jetzt verwoben. Devos geht regelmäßig mit dem Bryologen und Experten auf dem Gebiet der Moose Geert Raeymaekers spazieren, und gemeinsam betrachten sie mit ihren Lupen die Miniaturwelt unter ihren Füßen. Dabei erklärt ihm Raeymaekers die Unterschiede zwischen den Moosen und benennt sie bei ihren lateinischen Namen, wie Syntrichie laevipila oder Kindbergia praelonga. Davos bezieht sich in seinem Film auf das Konzept der US-amerikanischen Pflanzenökologin Robin Wall Kimmerer und ihr Buch Gathering moss, in dem sie schreibt, dass Dinge zu betrachten und zu benennen der erste Schritt des wahrhaften Sehens, des Erkennens und beim Lernen sei. Für Devos ist Achtsamkeit ganz allgemein eine Voraussetzung für Liebe und Moose eine Metapher für ein Kino, das sich eher auf winzige Wachstumsprozesse konzentriert als auf das, was normalerweise ins Auge fällt: "Seine Bilder haben etwas Durchlässiges, sie zielen nicht auf Transparenz, sondern auf einen Blick, der manchmal sehr scharf stellt, oft aber auch das Unklare zulässt", heißt es in einer Kritik in der FAZ. Devos finde im Moos ein Bild für eine Zartheit, das Here in seine ganze Form übertrage.
Patrick Fey erklärt in seiner Kritik zum Filmtitel Here, es handele sich hierbei um ein Deixis, der in seiner Kontextabhängigkeit als Container-Wort auf jeden Ort auf der Welt verweisen könne, die Entscheidung, das „r“ im Filmtitel invertiert darzustellen, weise jedoch bereits darauf hin, dass dieses „Hier“ nicht so klar umrissen, so leicht lokalisierbar ist, wie sich angesichts der ostentativen Prämisse eines Abschieds aus Brüssel und dessen Hier und Jetzt annehmen ließe.

### Besetzung und Dreharbeiten

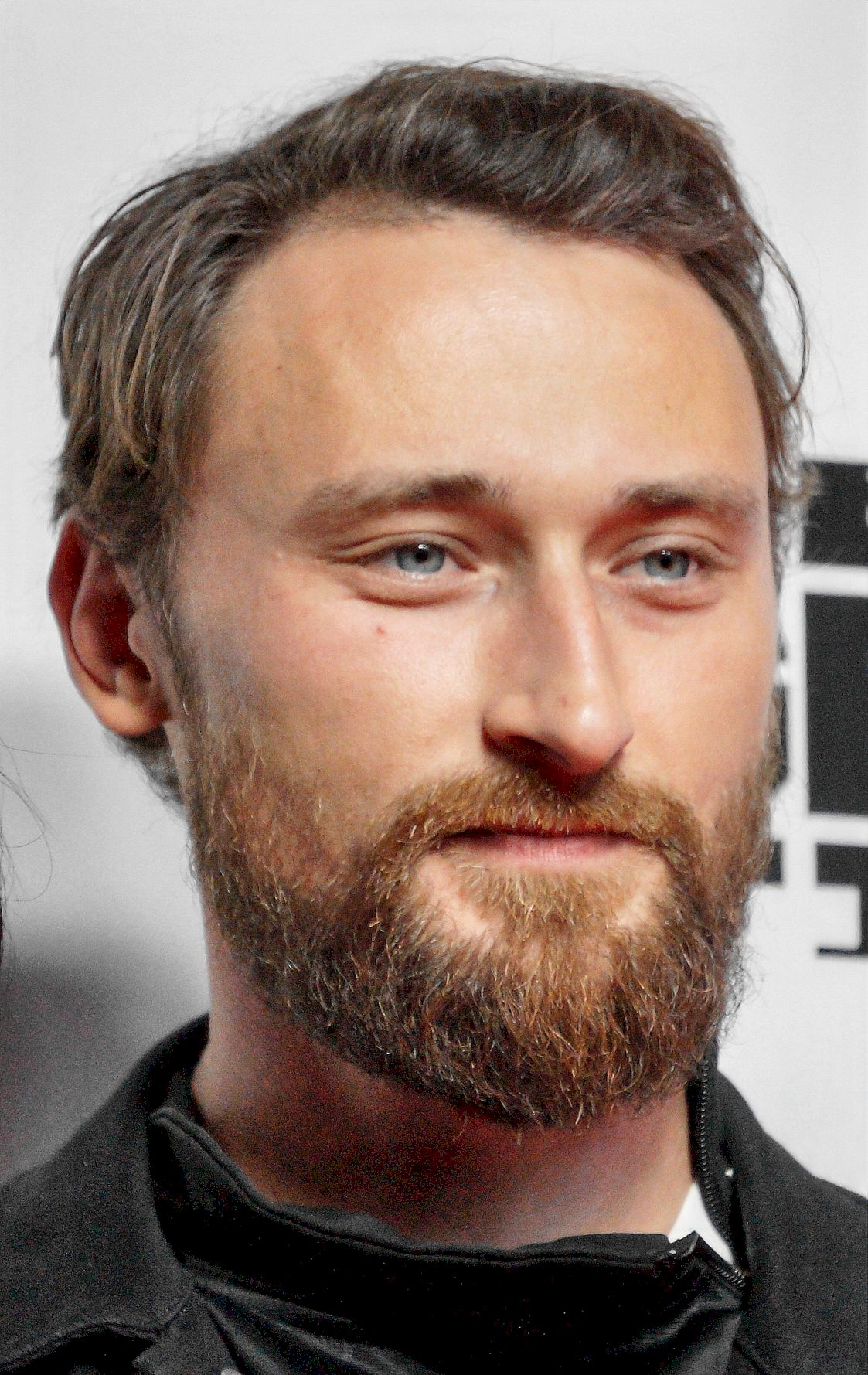
Stefan Gota spielt Stefan

Stefan Gota und Liyo Gong spielen in den Hauptrollen Stefan und ShuXiu. Alina Constantin spielt Stefans Schwester Anca. ShuHuan Wang spielt ShuXius Tante ShuHuan. Cedric Luvuezo spielt den mit Stefan befreundeten Hotelangestellten Cedric. Teodor Corban, bekannt aus den Filmen 12:08 Jenseits von Bukarest und Aferim!, ist in der Rolle von Mihai zu sehen, der rumänische Besitzer der Werkstatt, in die Stefan sein Auto gebracht hat. Corban, dem der Film gewidmet ist, verstarb im Januar 2023 und ist in Here in  seiner letzten Filmrolle zu sehen.
Kameramann Grimm Vandekerckhove war in der Vergangenheit für eine Reihe von Kurzfilmen und Devos' Spielfilm Ghost Tropic tätig.

### Veröffentlichung
Die Rechte am Film sicherte sich Rediance. Die Premiere erfolgte am 19. Februar 2023 bei den Internationalen Filmfestspielen in Berlin, wo der Film in der Sektion Encounters gezeigt wurde. Auch Devos' vorherige Spielfilme Hellhole und Violet wurden dort bereits vorgestellt. Anfang Mai 2023 wurde der Film beim portugiesischen Independentfilmfestival IndieLisboa vorgestellt. Anfang Juli 2023 wurde er beim Internationalen Filmfestival Karlovy Vary und hiernach beim Galway Film Fleadh und beim New Horizons International Film Festival gezeigt. Im September 2023 wurde er beim Toronto International Film Festival vorgestellt. Ende September 2023 wurde er beim San Sebastian International Film Festival in der Sektion Zabaltegi-Tabakalera gezeigt. Ende September, Anfang Oktober 2023 wurde er beim Reykjavik International Film Festival gezeigt. Im Oktober 2023 wurde er beim New York Film Festival, bei der Viennale, beim Chicago International Film Festival und beim Busan International Film Festival und ab Mitte November 2023 beim Internationalen Filmfestival Mannheim-Heidelberg vorgestellt. Ende Januar, Anfang Februar 2024 wurde er beim Göteborg Film Festival gezeigt. Im März 2024 wird er beim Dokumentarfilmfestival CPH:DOX gezeigt.

## Rezeption

### Kritiken
Von den bei Rotten Tomatoes aufgeführten Kritiken sind 94 Prozent positiv bei einer durchschnittlichen Bewertung mit 7,8 von 10 möglichen Punkten. Bei Metacritic erhielt der Film einen Metascore von 92 von 100 möglichen Punkten.
Bert Rebhandl schreibt in der Frankfurter Allgemeinen Zeitung, Bas Devos lasse mit Here die europäische Hauptstadt Brüssel zu einem eigentümlichen Wunderland werden, in dem man kaum etwas merkt von den wichtigen Entscheidungen, die hier täglich in Bürotürmen vorbereitet und getroffen werden. Die Bilder hätten etwas Durchlässiges, sie zielten nicht auf Transparenz, sondern auf einen Blick, der manchmal sehr scharf stellt, oft aber auch das Unklare zulässt. Auch die Erzählung in Here bleibe diskret, und Devos lasse seinen Film wie eine geheime Botschaft wirken, gerichtet an Menschen, die das Kino als konspiratives Medium sehen wollen, als eine Möglichkeit, sich abseits der massenhaften Kanäle der Kommunikation zu formieren.

### Auszeichnungen
Film Fest Gent 2023

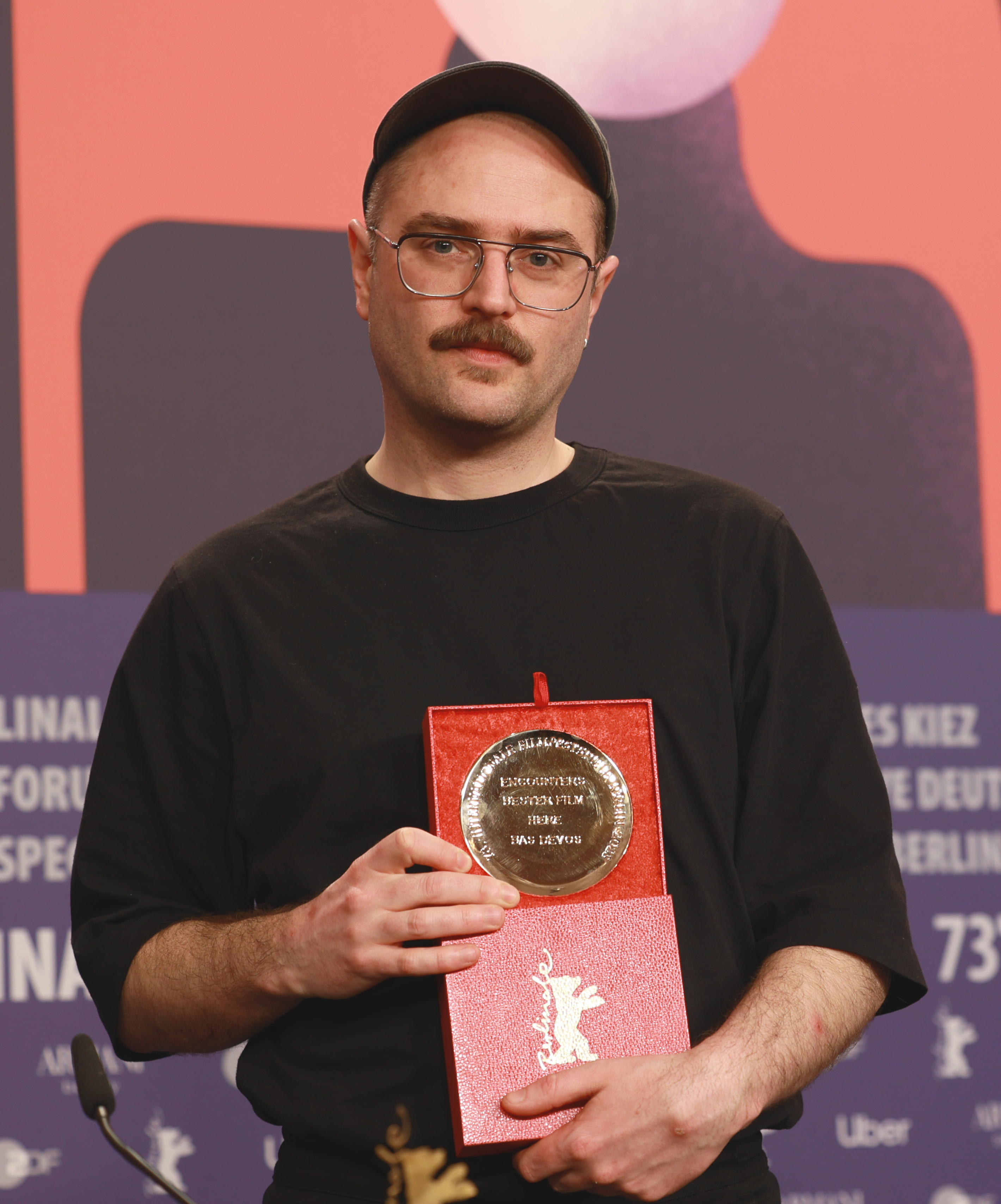
Here wurde bei der Berlinale 2023 als bester Film und mit dem FIPRESCI-Preis in der Sektion Encounters ausgezeichnet

- Nominierung als Bester Film für den Grand Prix (Bas Devos)[27]

Fünf Seen Filmfestival 2023
- Nominierung im Wettbewerb[28]

Galway Film Fleadh 2023
- Auszeichnung als Bester internationaler Film (Bas Devos)[29]

IndieLisboa 2023
- Nominierung für den Silvestre Award (Bas Devos)[12]

Internationale Filmfestspiele Berlin 2023
- Auszeichnung als Bester Film in der Sektion Encounters (Bas Devos)
- Auszeichnung mit dem FIPRESCI-Preis in der Sektion Encounters (Bas Devos)

New Horizons International Film Festival 2023
- Nominierung im Internationalen Wettbewerb[15]

Reykjavik International Film Festival 2023
- Nominierung im A Different Tomorrow Competition[17]

San Sebastian International Film Festival 2023
- Nominierung in der Sektion Zabaltegi-Tabakalera[16]

Valdivia International Film Festival 2023
- Auszeichnung als Bester Film[30]